# NGC 594
NGC 594 este o galaxie spirală situată în constelația Balena. A fost descoperită în anul 1886 de către Francis Leavenworth.